# Копривничко-Крижевачка
Копривничко-Крижевачка, Копривницко-Крижевацкая жупания (хорв. Koprivničko-križevačka županija) — жупания на севере Хорватии. Жупания названа по двум крупнейшим городам — Копривница и Крижевци.

## География
Площадь жупании — 1748 км². На севере граничит с жупанией Меджимурска, на северо-западе — с Вараждинска, на юго-западе — с Загребачка, на юге — с Бьеловарско-Билогорска и на юго-востоке — с Вировитичко-Подравска. На северо-востоке Копривничко-Крижевачка граничит с Венгрией. По территории жупании проходит ряд важных железнодорожных и автомобильных магистралей, по направлениям Будапешт — Загреб и Вараждин — Осиек.
Восточная часть жупании расположена на низменной, плодородной долине Дравы, также известной как Подравина; западная — более холмистая.

## Население и административное деление
В соответствии с данными переписи 2001 года, на территории жупании проживало 124 467 человек, 96 % составляют хорваты.
В административном отношении Копривничко-Крижевачка делится на 25 муниципальных образования (3 города, 22 общины):
- Город Копривница, столица жупании, 24 809 человек
- Город Крижевци, 11 541 человек
- Город Джюрджевац, 6616 человек
- Община Дрне
- Община Джелековец
- Община Фердинандовац
- Община Гола
- Община Горня-Риека
- Община Хлебине
- Община Калиновац
- Община Калник
- Община Клоштар-Подравски
- Община Копривнички-Бреги
- Община Копривнички-Иванец
- Община Леград
- Община Молве
- Община Новиград-Подравски
- Община Ново-Вирье
- Община Петеранец
- Община Подравске-Сесвете
- Община Расинья
- Община Соколовац
- Община Свети-Иван-Жабно
- Община Свети-Петар-Ореховец
- Община Вирье